# Hyaliodocoris
Hyaliodocoris is een geslacht van wantsen uit de familie van de Miridae (blindwantsen). Het geslacht werd voor het eerst wetenschappelijk beschreven door Knight in 1943.

## Soorten
Het genus bevat de volgende soorten:

- Hyaliodocoris clarus (Stål, 1860)
- Hyaliodocoris columbiensis Carvalho & Gomes, 1972
- Hyaliodocoris cundinensis Carvalho, 1985
- Hyaliodocoris elongatus Carvalho, 1981
- Hyaliodocoris frosti Knight, 1943
- Hyaliodocoris insignis (Stål, 1860)
- Hyaliodocoris labeculata (Distant, 1893)
- Hyaliodocoris meridanus Carvalho, 1989
- Hyaliodocoris venezuelanus Carvalho, 1985
- Hyaliodocoris vittatus Carvalho, 1985